# NGC 4136
إن جي سي 4136 التي يرمز لها بالرمز NGC 4136، هي مجرة، في كوكبة الهلبة.

## الاكتشاف
اكتشفت في 13 مارس 1785، بواسطة ويليام هيرشل.